# Lothar Kobluhn
Lothar Kobluhn (* 12. April 1943 in Oberhausen; † 21. Januar 2019 ebenda) war ein deutscher Fußballspieler. Von 1969 bis 1973 spielte er mit dem SC Rot-Weiß Oberhausen in der Bundesliga und wurde dabei 1971 als bislang einziger Defensivspieler Torschützenkönig.

## Karriere
Wie sein älterer Bruder Friedhelm stammte Lothar Kobluhn aus der Jugend von Rot-Weiß Oberhausen. Nachdem er nach seiner Zeit in der Jugend nicht umgehend in die Oberligamannschaft berufen worden war, ging er zum Oberhausener Ortskonkurrenten, dem Niederrheinmeister von 1960, BV Osterfeld. Dort machte er in der drittklassigen Verbandsliga in der Saison 1962/63 als Mittelläufer durch sein hervorragendes Stellungsspiel von sich reden, und wurde daraufhin vom RWO-Präsidenten Peter Maaßen zurückgeholt.
RWO spielte mittlerweile in der zweitklassigen Regionalliga West, wo mit Trainer Adi Preißler in der Saison 1968/69 der große Wurf gelang. Vor dem ewigen Rivalen Rot-Weiss Essen wurde RWO Meister, Kobluhn trug mit 18 Toren in 34 Spielen dazu bei, und konnte sich auch in der Aufstiegsrunde zur Bundesliga durchsetzen.
Der kopfballstarke defensive Mittelfeldspieler, der üblicherweise mit der Nummer 4 spielte, wurde vom Fachblatt kicker nach seinem Tod wie folgt beschrieben: „Er war ein Kraftpaket von rund 90 Kilogramm, ein Anführer.“ Kobluhn erzielte in seiner ersten Bundesligasaison nur fünf Tore, die Oberhausener erreichten aber mit Rang 14 ihre beste Bundesligaplatzierung. 1971 wurde er mit 24 Treffern Torschützenkönig der Bundesliga; zwei mehr als Gerd Müller, der 1969 und 1970 und von 1972 bis 1974 Torschützenkönig wurde. Sein bedeutendstes Tor in jener Saison war wohl sein Treffer zum 1:1-Endstand am letzten Spieltag bei Eintracht Braunschweig, was den Klassenerhalt sicherte. Kobluhn war zu seiner Zeit der einzige Torschützenkönig der Bundesliga, der nicht etatmäßiger Stürmer war. Neben Fritz Walter vom VfB Stuttgart und Alex Meier von Eintracht Frankfurt war er einer von drei Torschützenkönigen der Bundesliga mit deutscher Staatsbürgerschaft, die nie für die deutsche Nationalmannschaft spielten. Eine weitere Besonderheit: Lothar Kobluhn sah im Oktober 1970 bei einer 1:4-Niederlage in Kaiserslautern in der 36. Minute als erster Spieler die damals neu eingeführte rote Karte.
Wegen der Verwerfungen durch den Bundesliga-Skandal verlieh der kicker die Torjägerkanone, die übliche Trophäe für den Torschützenkönig der Bundesliga, zunächst nicht. 36 Jahre später, Ende Oktober 2007, besann sich das Sportmagazin aber eines anderen. Sie wurde ihm schließlich anlässlich seines 65. Geburtstags am 12. April 2008 überreicht.
Vor der Saison 1971/72 sollen Kobluhn mehrere attraktive Angebote vorgelegen sein, unter anderem von der PSV Eindhoven. Aber er verlängerte mit Oberhausen um drei Jahre. Vor der neuen Saison musste er sich einer Knieoperation unterziehen, die ihn für die Vorrunde außer Gefecht setzte. Bei seinem Comeback im Januar leitete er sogleich mit einem Abstaubertor gegen Arminia Bielefeld den erst dritten Saisonsieg der Oberhausener ein. Das blieb sein einziger Treffer in insgesamt 15 Saisonspielen. Das eine oder andere Mal wechselte ihn der nunmehrige Trainer Günter Brocker sogar aus, und selbst seine treuesten Fans bedachten ihn gnadenlos mit gelegentlichen Pfeifkonzerten. RWO konnte mit dem 15. Platz noch einmal die Klasse halten.
Im Jahr darauf gelang das nicht mehr, und die Rheinländer, denen am letzten Spieltag gegen Kickers Offenbach nurmehr 900 Zuschauer beiwohnten, wurden Tabellenletzter. Lothar Kobluhn verabschiedete sich aus der Bundesliga mit sechs Treffern in 29 Spielen.
1973/74 hatte er noch einmal eine starke Saison in der Regionalliga-West. Seine 25 Tore in 33 Spielen halfen zur Erringung der Vizemeisterschaft. In der darauffolgenden Aufstiegsrunde wurde RWO aber nur Dritter in seiner Gruppe, und Kobluhn blieb in seinen acht Partien torlos.
Insgesamt erzielte Kobluhn für RWO von 1963 bis 1974 in 317 Ligaspielen 94 Tore, davon 36 in 107 Bundesligapartien. 2004 wurde er in die Jahrhundert-Elf von Rot-Weiß Oberhausen aufgenommen.
Von 1974 wechselte er für 50.000 Mark Transfergebühr zum Zweitligisten SG Wattenscheid 09, bei der er nach zwei weiteren Knieoperationen seine Karriere 1976 beendete.
Kobluhn, der in späteren Jahren zwei Herz-Bypässe über sich ergehen lassen musste, lebte zuletzt in Oberhausen. Er starb am 21. Januar 2019 im Alter von 75 Jahren.